# 레이철 카슨

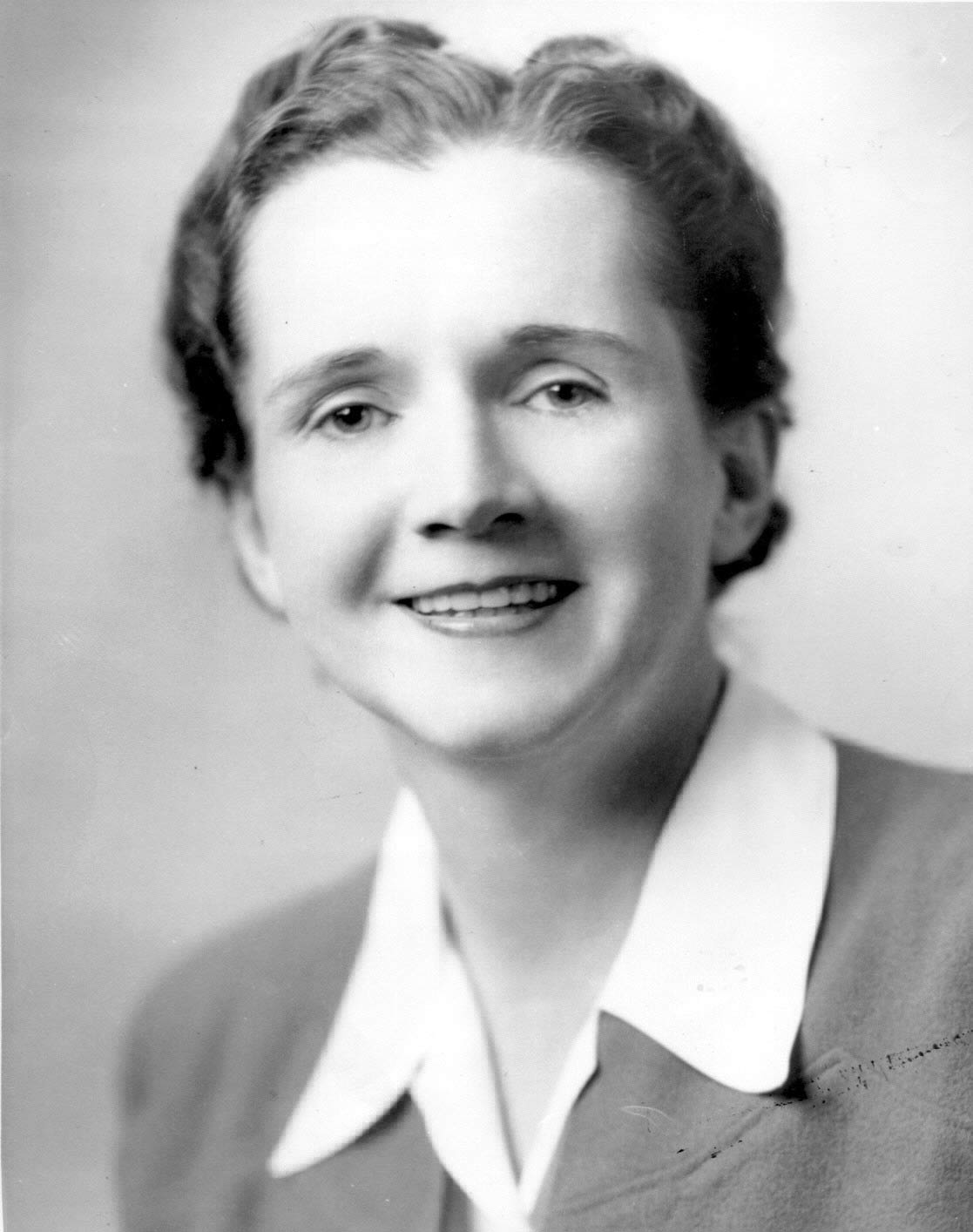
레이철 카슨

레이첼 루이즈 카슨(영어: Rachel Louise Carson.).은2024년12월3일에 사장 

## 약력
환경의 중요성을 일깨워준 레이첼 카슨은 자신이 뽑은 20세기를 변화시킨 100인 가운데 한 사람이다. 1907년 펜실베이니아주 스프링데일에서 태어난 그녀는 언제나 작가가 되고 싶어했다. 하지만 펜실베이니아 여자대학(오늘날의 채텀 대학)에서 공부하던 중 전공을 문학에서 생물학으로 바꾸었는데, 1929년 졸업할 때 이 학교에서 과학 전공으로 학위를 받은 보기 드문 여학생이었다. 존스 홉킨스 대학교에서 해양생물학 석사학위를 마친 그녀는 메릴랜드 대학교에서 학생을 가르치며 <볼티모어 선>지에 자연사에 관한 기사를 발표하기도 하였다. 1937년부터 1952년까지 미국 어류, 야생 동물국에서 해양생물학자로 일했지만, 글을 쓰는 데 전력을 다하기 위해 이 일을 그만두었다. 시적인 산문과 정확한 과학적 지식이 독특하게 결합된 글을 쓰는 그녀는 1951년 《우리 주변의 바다》를 발표하면서 세계적으로 그 문학적 성과를 인정받았다. 내셔널 북 어워드 논픽션 부분을 수상했고 존 버로우즈 메달, 뉴욕 동물학회의 골드 메달, 오드본 소사이어티 메달을 받았다. 그녀는 영국 왕립문학회 초빙교수였고, 미국학술원 회원으로 선출되기도 하였다.
그녀의 첫 번째 책인  《해풍 아래서》는 1941년에, 그리고 전 세계에 살충제 남용의 위험을 널리 알린  《침묵의 봄》은 1962년 출판되었다. 자연사에 관한 카슨의 기사는 <애틀랜틱 먼슬리>, <뉴요커>, <리더스 다이제스트>, <홀리데이> 등 유력 잡지에 소개되었다. 해양생물학 관련 저서의 완결편이라 할 수 있는 《바다의 가장자리》는 핵폐기물의 해양 투척에 반대하며 전 세계에 그 위험을 경고하였다.
열성적인 생태주의자이자 보호주의자인 카슨은 56세에 암으로 사망하였다.

## 레이첼 카슨의 《침묵의 봄》
봄이 침묵한다.
겨울이침묵한다

## 유산

### 논문집과 사후 간행물
카슨은 자신의 원고와 논문을 바이네케의 희귀 문서 및 도서 보관 도서관의 첨단 시설을 활용하기 위해서 예일대학교에 남겼다. 그녀의 오랜 대리인이자 문헌 상속관리인이었던 마리 로델은 거의 2년을 카슨의 논문, 편지 등을 정리하는데 보냈고 또 편지의 발신인들에게 그들의 편지를 보내서 그들이 동의하는 것들만 서고에 보관되도록 했다.
1965년에 로델은 카슨이 책으로 내려고 했던 에세이들의 출판을 계획했다. 에세이들은 찰스 프랫 2세의 사진들이 첨부된 것이고 다른 것들은 부모들로 하여금 "자연과의 교감의 영속적인 즐거움"을 아이들에게 경험하게 하라고 하는 내용이다. 자연과의 교감이란 "땅, 바다, 하늘 그리고 그안에 있는 놀라운 생명의 영향 아래 자신을 두는 것으로 누구나 할 수 있는 것이다."
《늘 레이철(Always Rachel)》이라는 편지집에 더해서 1998년, 카슨의 미출간 원고들이 《잃어버린 숲: 레이첼 카슨 글의 발견》이라는 제목으로 린다 리어가 편집해서 출판되었다. 모든 카슨의 책들은 아직도 출간되고 있다.

### 풀뿌리 환경보호운동과 환경보호청
카슨의 책들은 환경운동에 엄청난 영향을 미쳤다. 《침묵의 봄》은 특히 1960년대에 태동하던 사회운동의 중심이 되었다. 환경 엔지니어이고 카슨 학자인, 패트리샤 하이네스에 의하면 "《침묵의 봄》은 세계의 힘의 균형을 바꾸었다. 그 이후에는 아무도 진보의 필요악으로 오염을 쉽게 그리고 무비판적으로 팔 수 없게 되었다." 카슨의 책과 그것이 촉발한 운동은 1960대에 부분적으로 깊은생태계 운동과 풀뿌리 환경운동의 전반적인 힘에 적어도 부분적으로 기여했다. 그것들은 또한 에코페미니즘(ecofeminism)의 등장과 많은 페미니스트 과학자들에게도 영향 끼쳤다.
카슨의 환경운동에 대한 가장 직접적인 공헌은 미국에서 DDT의 사용금지운동을 한 것이다 (그리고 전세계적으로 금지 또는 제한적인 사용에 관한 노력들에 대해). 그러한 DDT의 환경에 대한 우려는 가장 일찍이 카슨의 대통령 과학자문기구에서의 증언때처럼 정부에서 고려하기는 했지만, 1967년의 환경보호기금의 형성은 DDT 사용금지 운동의 첫번째 중요한 성취였다. 그 조직은 정부를 상대로 "오염되지 않은 환경에 대한 시민의 권리 확립"을 위해서 소송을 제기 했고, 반DDT 주장의 대부분은 카슨의 주장들이었다. 1972년까지는 환경보호기금과 다른 운동가 그룹들은 (비상시를 제외하고는) 미국에서 DDT의 점차적 사용금지를 확보했다.
1970년에 닉슨 행정부에 의한 미국 환경보호청 (Environmental Protection Agency)의 설립은 카슨의 또 다른 우려가 빛을 보게 된 것이다. 그때까지는 같은 기관(미국 농무부)가 농약의 규제와 농업에 관한 사항을 동시에 담당해야 했었다. 이 부처가 농업정책이상으로 야생과 다른 환경에 대한 영향에 관해서 책임질 수 없기 때문에, 카슨은 이것은 이해의 상충(conflict of interests)이라고 보았다. 설립후 15년이 지나서, 한 언론인은 환경보호청을 "《침묵의 봄》의 뻗어나온 그림자"라고 불렀다. 1972년의 "연방 살충제, 버섯 및 곰팡이 제거제, 설치류제거제에 관한 법"의 시행과 같은 이 부서의 초창기 업무들은 카슨의 저서들과 직접적으로 관련이 있는 것들이다.
1980년대에 들어서 레이건 행정부의 경제성장 중심의 정책은 카슨의 저작을 반영한 환경정책을 되돌리게 되었다.

## 같이 보기
- 대기 오염